# カンニヤークマリ県
カンニヤークマリ県（கன்னியாகுமரி மாவட்டம் ; Kanyakumari district）は、インド南部のタミル・ナードゥ州に属する30の県の一つ。県庁所在地はナーガルコーイル。

## 概要
2001年の国勢調査では、面積1684平方キロメートル、人口167万6034人、人口密度は995人/km2。
北から東にかけてティルネルヴェーリ県に接し、北から西にかけてケーララ州に接する。南のコモリン岬の先はインド洋である。
ヒンドゥー教の一派アイヤーヴァリ（அய்யாவழி ; Ayyavazhi）の本拠地域としても知られる。
また、インド各地からの観光客が多く訪れ、賑う。ヴィヴェーカーナンダの墓やティルヴァッルヴァルの廟など、インド文化の中で重要な位置を占める思想家たちのゆかりの地である。
主な都市には、以下のようなものがある。
- ナーガルコーイル
- カンニヤークマリ
- クリットゥライ

- コラッチャル
- パドマナーバプラム
- ティルヴァッタール

## 歴史
もとはティルヴィターンクール・コッチ州に属していたが、1956年にマドラス州に編入され、1968年のタミル・ナードゥ州の発足に伴いそのまま同州に属することとなった。2004年12月26日には津波の甚大な被害を受けた。

## 行政区分

### 郡
カンニヤークマリ県は、以下の4つの郡（タミル語 வட்டம் 「円」 ; 英訳 taluk）に区分けされている。
- トーヴァライ郡（தோவளை ; Thovalai）
- アガスティースヴァラム郡（அகஸ்தீஸ்வரம் ; Agasteeswaram）
- カルクラム郡（கல்குலம் ; Kalkulam）？
- ヴィラヴァーンカードゥ郡（விலவான்காடு ; Vilavancode）？

### 区
カンニヤークマリ県は、以下の9つの区（英訳 block）に区分けされている。
- トーヴァライ区（தோவளை ; Thovalai）
- アガスティースヴァラム区（அகஸ்தீஸ்வரம் ; Agasteeswaram）
- ラージャッカーマンガラム区（இராஜக்காமங்கலம் ; Rajakamangalam）
- ティルヴァッタール区（திருவட்டாறு ; Thiruvattar）
- タッカライ区（தக்கலை ; Thuckalai）
- キーリユール区（கீழியூர் ; Killiyoor）？
- クルンダンカードゥ区（குறுந்தங்காடு ; Kuruthencode）？
- メールプラム区（மேல்புரம் ; Melpuram）？
- ムンジライ区（முஞ்சிறை ; Munchirai）？